# Hållnäs-Österlövsta församling
Hållnäs-Österlövsta församling är en församling i Upplands norra kontrakt i Uppsala stift i Svenska kyrkan. Församlingen ligger i Tierps kommun i Uppsala län och ingår i Tierps pastorat.

## Administrativ historik
Församlingen bildades 2006 genom sammanslagning av Hållnäs och Österlövsta församlingar. Från 2015 ingår församlingen i Tierps pastorat.

## Kyrkor
- Hållnäs kyrka
- Lövstabruks kyrka
- Österlövsta kyrka